# Pop, csajok satöbbi (film)
A Pop, csajok satöbbi (eredeti címe: High Fidelity) 2000-es amerikai romantikus filmvígjáték-dráma, amelyet Stephen Frears rendezett. A forgatókönyvet az azonos című Nick Hornby-regény alapján Steve Pink, John Cusack és Scott Rosenberg írta. A főbb szerepekben Cusack, Iben Hjejle és Jack Black látható.
2000. március 17-én mutatták be a South by Southwest Filmfesztiválon. Magyarországon július 20-tól vetítették a mozikban. BAFTA-díjra, Golden Globe-ra és Grammy-díjra is jelölték.

## Cselekmény
Rob Gordon egy zenekedvelő férfi, aki nem ért a nőkhöz. Miután barátnője, Laura, két év után kidobta, régi partnereit felkutatva próbálja megérteni, miért vallott kudarcot a kapcsolataiban. Nappal Rob a lemezboltjában, a Championship Vinylben dolgozik. Ő és alkalmazottai, Dick és Barry, akik minden zenei dologról "Top 5" listákat állítanak össze, nyíltan gúnyolódnak vásárlóik ízlésén, és kevés lemezt adnak el.
Két tinédzser, Vince és Justin, lopásaikkal állandó bosszúságot okoznak nekik, amíg Rob meg nem hallgat egy felvételt, amelyet a fiúk The Kinky Wizards néven készítettek. Lemezszerződést ajánl nekik, az elsőt saját kiadója, a Top 5 Records gondozásában. Szabadidejében Laura után epekedik, és megpróbálja visszahódítani. Laura azonban elköltözött, és Iannal élt. Rob először nem ismeri fel a férfit, de az előszobában talál egy levelet, és rájön, hogy az egykori emeleti szomszédjukkal van dolga. A férfi rendszeresen ébren tartotta őket azzal, hogy hangos szexuális együttléteket folytatott. 
Egy nap halálhír várja Robot. Laura apja meghalt, és a férfi elmegy a temetésére. Robban tudatosul, hogy mindig fél lábbal állt az ajtóban, és soha nem kötelezte el magát Laura mellett - és ezzel nem építette saját jövőjét. Rob és Laura újra együtt folytatják az életüket. Bár a férfi megismerkedik egy zenei rovatvezetővel, akibe belezúg, később megérti, hogy neki nem erre van szüksége. Rob Laurát látja a valóságnak, a többi nő csak fantázia. 
A férfi megkéri a nő kezét, Laura pedig cserébe visszatereli Robot régi hóbortjához, a lemezkeveréshez. Vince és Justin újonnan megjelent kislemezének ünnepséget tartanak, Rob pedig boldog embernek érzi magát, mert végre tudja, hogyan tegye Laurát boldoggá.

## Szereplők
| Szerep          | Színész                | Magyar hang         |
| --------------- | ---------------------- | ------------------- |
| Rob             | John Cusack            | Kaszás Gergő        |
| Laura           | Iben Hjejle            | Ónodi Eszter        |
| Dick            | Todd Louiso            | Rába Roland         |
| Barry           | Jack Black             | Kálloy Molnár Péter |
| Marie De Salle  | Lisa Bonet             | Bognár Gyöngyvér    |
| Charlie         | Catherine Zeta-Jones   | Kéri Kitty          |
| Liz             | Joan Cusack            | Csere Ágnes         |
| Ian             | Tim Robbins            | Csankó Zoltán       |
| Sarah           | Lili Taylor            | Horváth Lili        |
| Penny           | Joelle Carter          | Létay Dóra          |
| Caroline        | Natasha Gregson Wagner | Madarász Éva        |
| Barry vásárlója | Rich Talaracio         | Besenczi Árpád      |
| Rob anyja       | Margaret Travolta      | Menszátor Magdolna  |
| Önmaga          | Bruce Springsteen      | Sörös Sándor        |
| Rocker          | David Lee Smith        | Galambos Péter      |
| Justin          | Ben Carr               | Simonyi Balázs      |
| Vince           | Chris Rehmann          | Minárovits Péter    |
| Alison anyja    | Marilyn Dodds Frank    | Illyés Mari         |
| Rob fiatalon    | Drake Bell             | n.a                 |
| Anaugh          | Sara Gilbert           | n.a                 |
| Paul            | Chris Bauer            | n.a                 |

## Fogadtatás
A film kiváló értékelésben részesült. A Rotten Tomatoeson 91%-os minősítést ért el 165 értékelés alapján, az összefoglaló szerint: „Stephen Frears rendező ügyes keze és a szereplőgárda erős alakításai együttesen egy szórakoztató történetet mesélnek el kőkemény filmzenével.” Steven Rea a Philadelphia Inquirertől azt írta: „A Pop, csajok satöbbi a férfiakról, a zűrös románcról és a zenéről szóló tudálékos megközelítésével olyan, mint egy hosszú popdal, amire rákattansz.” Peter Bradshaw a Guardiantől azt írta: „Még mindig egy kicsit nyámnyila és cukros, de határozottan szórakoztató, és az amerikai fordítás üdítően felgyorsítja a tempót.” Anthony Lane a New Yorkertől azt írta: „Amikor ebben a filmben eljön a boldogság, az nem olyasvalami, amit elérünk, mint a csúcssebesség, hanem olyasvalami, aminek megadjuk magunkat, mint a kopaszság vagy az öregség.”
A MetaCritic 79 pontot adott a 100-ból 35 vélemény alapján. Desson Thomson a Washington Posttól azt írta: „Garantált élvezet mindenkinek, aki valaha is szerette a popzenét, lemezgyűjteményt birtokolt vagy szerelemtől volt ittas.” Roger Ebert úgy vélte, „a film hatására egészen indokolatlanul boldogan hagyjuk el a mozitermet.” Stephen Holden a New York Timestól azt írta: „Nick Hornby 1995-ös regényének szellemes, remekül eltalált filmadaptációja.”
A produkció nyereséges volt. A Box Office Mojo szerint a 30 millió dolláros költségvetésre 47 millió dollárt tudtak bevételként elszámolni.

## Fontosabb díjak és jelölések
| Esemény               | Díj              | Kategória                                                              | Eredmény |
| --------------------- | ---------------- | ---------------------------------------------------------------------- | -------- |
| 54. BAFTA-gála        | BAFTA-díj        | Legjobb adaptált forgatókönyv                                          | Jelölve  |
| 58. Golden Globe-gála | Golden Globe-díj | Legjobb férfi főszereplő: John Cusack                                  | Jelölve  |
| 2001-es Grammy-gála   | Grammy-díj       | Legjobb albumösszeállítás filmhez, televízióhoz vagy vizuális médiához | Jelölve  |